# ناتالی رونی
ناتالی رونی (انگلیسی: Natalie Rooney؛ زادهٔ ۱ ژوئن ۱۹۸۸) تیرانداز زن اهل نیوزیلند است.
وی در مسابقات کشوری و بین‌المللی در مجموع برندهٔ ۱ مدال نقره شده‌است.